# Вольфґанґ Брінкманн
Вольфґанґ Брінкманн (нім. Wolfgang Brinkmann, 23 травня 1950) — німецький вершник.
Олімпійський чемпіон 1988 року в командному конкурі.